# Sarah Peirse
Sarah Peirse est une actrice néo-zélandaise née en 1959 à Wellington.

## Filmographie

### Cinéma
- 1980 : A Woman of Good Character : Lizzie
- 1985 : Sylvia : Vivian Wallop
- 1985 : Mesmerized : la mère de Victoria
- 1986 : Arriving Tuesday : Carol
- 1987 : Young Detectives on Wheels : Tante Kim
- 1988 : Navigator : Linnet
- 1994 : Créatures célestes : Parker Rieper
- 2001 : Rain : Kate
- 2002 : Amours suspectes : la fleuriste
- 2010 : The Hopes and Dreams of Gazza Snell : Dr Riebeeck
- 2013 : Le Hobbit : La Désolation de Smaug : Hilda Blanca
- 2014 : Le Hobbit : La Bataille des Cinq Armées : Hilda Blanca
- 2018 : Mortal Engines : Dr Twix
- 2022 : Nude Tuesday : Felicity

### Télévision
- 1983 : It's Lizzie to Those Close : Lizzie
- 1984 : Inside Straight : Libby Wilkes (1 épisode)
- 1996 : Brigade des mers : Margaret Roberts (1 épisode)
- 1998 : Fréquence Crime : Harriet Fratelli (1 épisode)
- 1999 : Dog's Head Bay : Jenny Grant (13 épisodes)
- 2001 : Les Mystères de Sherlock Holmes : Agnes (1 épisode)
- 2009 : City Homicide : L'Enfer du crime : Lucille Neades (1 épisode)
- 2014 : Old School : Margaret McCabe (8 épisodes)
- 2016 : Les Chroniques de Shannara : Pyria Elessedil (2 épisodes)
- 2016 : Hunters : Finnerman (12 épisodes)
- 2016-2017 : Offspring : Marjorie Van Dyke (13 épisodes)
- 2017 : Seven Types of Ambiguity : Détective Staszie (5 épisodes)
- 2017-2019 : Super Mamans : Verity (8 épisodes)
- 2020 : Stateless : Genevieve (5 épisodes)
- 2021 : Sweet Tooth : Dr Gladys Bell (3 épisodes)
- 2021 : Aime-moi : Christine (5 épisodes)
- 2021-2022 : Under the Vines : Marissa (5 épisodes)